# State of the Nation (New Order)
State of the Nation è un singolo del gruppo rock-synthpop britannico New Order pubblicato nel 1986 dalla Factory Records.

## Pubblicazione
La versione del singolo pubblicata sul vinile a dodici pollici è almeno il doppio più lunga di quella sul sette pollici e ha in aggiunta un intero verso in più.
È stato un piccolo inno del circuito house inglese dagli ultimi anni Ottanta fino ai primi Novanta, una traccia importante della scena di Madchester e della sua musica, nonché uno dei principali ispiratori degli artisti techno che sono venuti più avanti. Il B-side scelto fu Shame of the Nation, un suo remix dub, che si caratterizza per la presenza al suo interno di alcune coriste. Venne realizzato dal DJ John Robie, che aveva precedentemente collaborato con il gruppo per le canzoni Sub-culture e Shellshock.
In Australia la versione 7" venne rilasciata esclusivamente come lato B di Bizarre Love Triangle.
Anche se non è presente in nessun album in studio, la versione 12" del pezzo venne pubblicata come bonus track di Brotherhood insieme a quella di Bizarre Love Triangle. Shame of the Nation invece apparve nella Collector's Edition del 2008 di Low-Life. Entrambe comunque si trovano nell'antologia del 1987 Substance e la versione 7" in Singles.

## Testo
State of the Nation è nota per far parte di quel ristretto numero di canzoni della band (ovvero la versione integrale di The Perfect Kiss, Shellshock, Regret, Crystal, Confusion e Touched by the Hand of God) che presentano nel testo le parole del titolo.

## Tracce
Testi e musiche di Gillian Gilbert, Peter Hook, Stephen Morris e Bernard Sumner. eccetto dove indicato

### 7": FAC 153 (UK)
1. State of the Nation – 3:27
2. Shame of the Nation – 3:32 (Gilbert, Hook, Morris, John Robie, Sumner)

### 12": FAC 153 (UK)
1. State of the Nation – 6:32
2. Shame of the Nation – 7:54 (Gilbert, Hook, Morris, Robie, Sumner)

### State of the Remixes 12": FAC 153 (UK)
1. State of the Nation – 6:32
2. State of the202 – 5:43
3. State of the303 – 6:23
4. State of the707 – 3:59
5. State of the0101 (Remixato da Justin Strauss) – 5:32
6. State of the909 (Mellow Birds Mega Edit) – 7:05
7. State of the 909 – 9:52
8. State of the 212 (Remixato da Justin Strauss) – 6:49
9. State of the 516 (Remixato da Justin Strauss) – 6:42
10. State of the 718 (Remixato da Justin Strauss) – 5:46
11. Stateofthenation (Groover Jeep Mix) (Remixed by Grooverider) – 8:22
12. Stateofthenation(808:98) – 5:56
13. Stateofthenation(808:98) (Edit) – 3:36

### 12": Qwest 0-20546 (USA)
1. Bizarre Love Triangle – 6:41
2. I Don't Care (Attualmente Bizarre Dub Triangle) – 7:02
3. State of the Nation – 6:31
4. Bizarre Love Triangle – 3:43

## Classifiche
| Classifica (1986)                     | Posizione massima |
| ------------------------------------- | ----------------- |
| Nuova Zelanda                         | 17                |
| Regno Unito                           | 30                |
| Regno Unito (independent)             | 1                 |
| Stati Uniti (hot dance club play)     | 4                 |
| Stati Uniti (hot dance singles sales) | 18                |